# Lochnell House

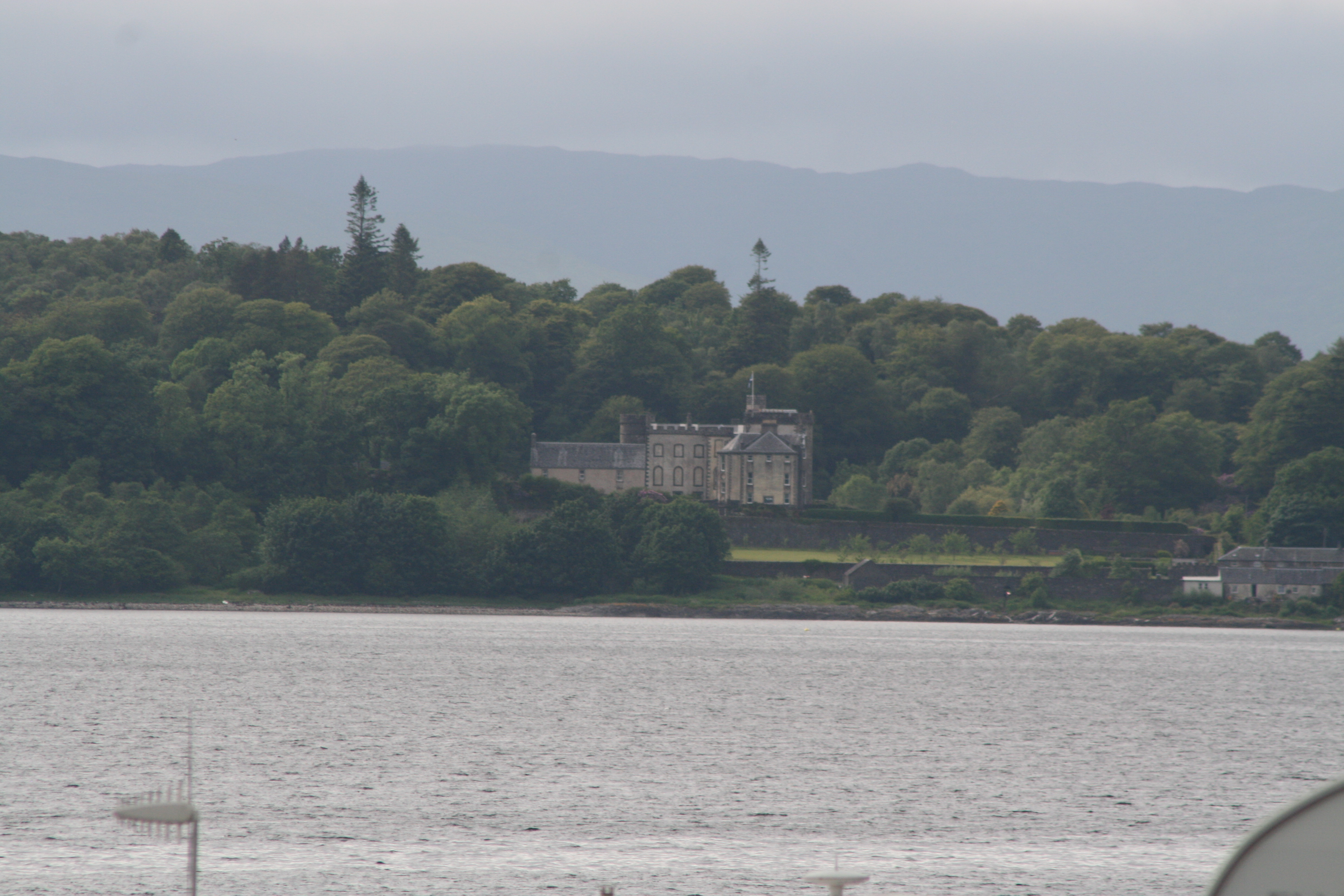
Lochnell House

Lochnell House, auch Lochnell Castle, ist ein Herrenhaus nahe der schottischen Ortschaft Benderloch. Es liegt im Südosten einer Halbinsel in dem Meeresarm Loch Linnhe. 1971 wurde Lochnell House in die schottischen Denkmallisten in der höchsten Kategorie A aufgenommen.

## Geschichte
Die ältesten Teile von Lochnell House stammen aus dem 17. Jahrhundert und wurden im Auftrag von Duncan Campbell, 7. of Lochnell erbaut. Der Name stammt von dem Zweig des Clans Campbell ab, der aus der Gegend um Loch Nell, einem See unweit von Oban, stammt. Aus dieser Zeit ist heute nur noch ein Wirtschaftsflügel im Südwesten des Anwesens erhalten. Duncan Campbell, 8. of Lochnell fügte schließlich zwischen 1737 und 1739 ein weiteres Gebäude hinzu. Dieses befand sich östlich des ursprünglichen Hauses und war mit diesem nicht verbunden. Als Architekt war möglicherweise John Baxter für die Planung verantwortlich. Es entstand ein dreistöckiges Gebäude im Georgianischen Stil mit drei Fensterachsen, dass mit einem Walmdach abschloss. Im Südwesten schloss ein halboktagonaler Turm mit einer Wendeltreppe an. Das neue Hauptgebäude schloss direkt im Nordosten an. Diese Neubauten bilden großteils noch heute den Kern von Lochnell House. Zwischen 1816 und 1820 wurden schließlich die aus zwei Jahrhunderten stammenden Gebäudeteile durch einen rückwärtig abgehenden Flügel verbunden. Für die Planung war Archibald Elliot verantwortlich. Im Jahre 1853 zerstörte ein Brand weite Teile von Lochnell House und es stand wahrscheinlich in der Folge leer. Ende des 19. Jahrhunderts wurden Teile des Gebäudes restauriert und wieder in einen bewohnbaren Zustand versetzt.
Zu dem Anwesen zählen noch mehrere teilweise ebenfalls denkmalgeschützte Außengebäude, unter anderem das 800 m südwestlich gelegene Lochnell Observatory.